# Curt Schilling
Curt Montague Schilling (Anchorage, 14 novembre 1966) è un ex giocatore di baseball statunitense.
Ha disputato le World Series con Philadelphia Phillies del 1993. Ne ha successivamente vinte 3, con gli Arizona Diamondbacks nel 2001, e con i Boston Red Sox nel 2004 e nel 2007.

## Carriera

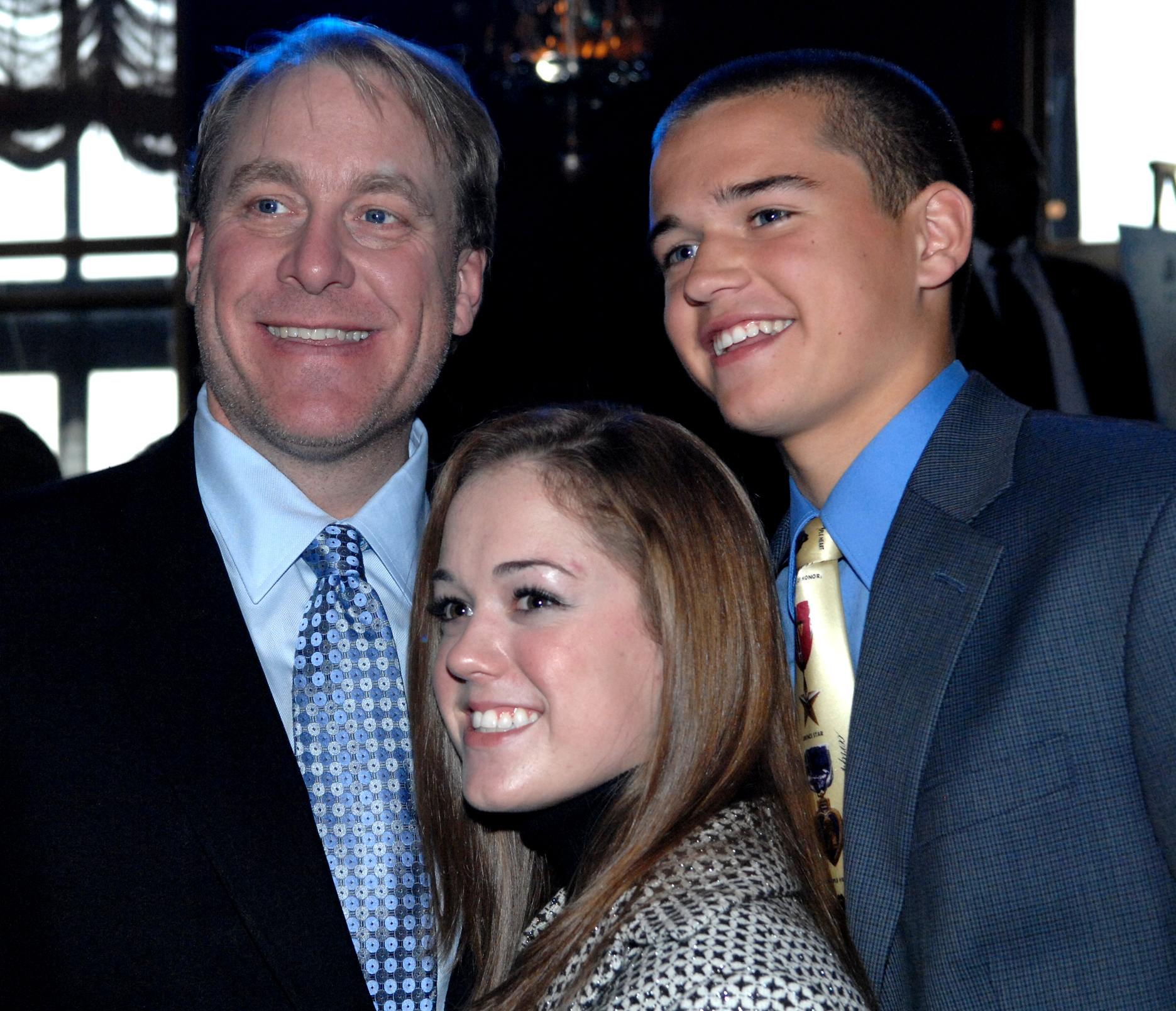
Curt Schilling (sinistra) nel 2007.

Schilling è nato ad Anchorage in Alaska. Si diplomò alla Shadow Mountain High School di Phoenix, Arizona e si iscrisse al Yavapai College di Prescott. Venne selezionato nel secondo turno, come 39ª scelta assoluta del draft MLB 1986, dai Boston Red Sox. Il 29 luglio 1988 i Red Sox scambiarono Schilling e Brady Anderson con i Baltimore Orioles per Mike Boddicker.
Debuttò nella MLB il 7 settembre 1988 dopo poco più di un mese dal trasferimento, al Memorial Stadium di Baltimora, proprio contro i Boston Red Sox.
Il 10 gennaio 1991 gli Orioles scambiarono Schilling, Steve Finley e Pete Harnisch con gli Houston Astros in cambio di Glenn Davis. Il 2 aprile 1992 venne scambiato con i Philadelphia Phillies per Jason Grimsley. Divenne per la prima volta free agent il 20 dicembre 1995, firmando il giorno seguente nuovamente con i Phillies.
Il 26 luglio 2000, Schilling venne scambiato con gli Arizona Diamondbacks per Omar Daal, Nelson Figueroa, Travis Lee e Vicente Padilla. Con i D-backs vinse le sue prime World Series di carriera nel 2001. Il 28 novembre 2003 i Diamondbacks lo scambiarono con i Red Sox in cambio di Mike Goss, Casey Fossum, Brandon Lyon e Jorge De La Rosa. Vinse con la squadra due World Series nel 2004 e nel 2007. 
Perse l'intera stagione 2008 a causa di un infortunio alla spalla. Il 23 marzo 2009 Schilling annunciò ufficialmente il ritiro dal baseball professionistico.

## Palmarès

### Club
- World Series: 3

Arizona Diamondbacks: 2001
Boston Red Sox: 2004, 2007

### Individuale
- All-Star: 6

1997, 1998, 1999, 2001, 2002, 2004
- MVP delle World Series: 1

2001
- MVP della National League Championship Series: 1

1993
- Leader in vittorie: 2

2001 (NL), 2004 (AL)
- Leader della National League in inning lanciati: 2

1998, 2001
- Leader della National League in strikeout: 2

1997, 1998